# Orobanche crenata
La succiamele delle fave (nome scientifico Orobanche crenata Forssk., 1775) è una pianta parassita, appartenente alla famiglia delle Orobanchaceae.

## Etimologia
Il nome generico (Orobanche) deriva da due termini greci òrobos (= legume) e anchéin (= strozzare) e indicano il carattere parassitario di buona parte delle piante del genere di questa specie soprattutto a danno delle Leguminose (nell'antica Grecia questo nome era usato per una pianta parassita della "veccia" - Vicia sativa). L'epiteto specifico (crenata) fa riferimento alla particolare forma del bordo dei petali (contorno crenato o con denti arrotondati).
Il nome scientifico di questa specie è stato definito per la prima volta dall'esploratore, orientalista e naturalista svedese Peter Forsskål (1732-1763) nella pubblicazione "Flora Aegyptiaco-Arabica. Sive Descriptiones Plantarum, Quas per Aegyptum Inferiorem et Arabium Felicem Detexit, Illustravit Petrus Forskal. Prof. Haun. Post Mortem Auctoris editit Carsten Niebuhr. Accedit Tabula Arabiae Felicis Geographico-Botanica. Hauniae - 113. 1775" del 1775.

## Descrizione
Queste piante sono alte da 20 a 40 cm. La forma biologica è terofita parassita (T par), sono piante erbacee che differiscono dalle altre forme biologiche poiché, essendo annuali, superano la stagione avversa sotto forma di seme e sono munite di asse fiorale eretto e spesso privo di foglie. Non contengono clorofilla per cui sono piante provviste di organi sotterranee specifici per nutrirsi della linfa di altre piante (piante parassite); inoltre nel secco si colorano di bruno.

### Radici
Le radici sono fascicolate e si diramano da un bulbo o rizoma centrale. Nella parte finale sono provviste di austori succhianti che parassitano l'apparato radicale delle piante ospiti.

### Fusto
La parte aerea del fusto è eretta e semplice (non ramosa), angolosa e densamente pubescente. Gli scapi terminali sono sempre fioriferi (mai sterili).

### Foglie
Le foglie sono ridotte a delle squame spiralate ed hanno delle forme lanceolate. Dimensione delle foglie: larghezza 4 – 6 mm; lunghezza 15 – 25 mm.

### Infiorescenza
Le infiorescenze, a forma di spiga o racemo più o meno denso, sono interrotte alla base, mentre l'apice è tronco. Le brattee dell'infiorescenza sono del tipo lanceolato. Dimensione dell'infiorescenza: larghezza 3 – 4 cm; lunghezza 8 – 16 cm. Dimensione delle brattee: larghezza 3 – 4 mm; lunghezza 13 – 18 mm.

### Fiore
I fiori sono ermafroditi, zigomorfi (del tipo bilabiato), tetrameri, ossia con quattro verticilli (calice – corolla - androceo – gineceo) e pentameri (la corolla è a 5 parti, mentre il calice anch'esso a 5 parti spesso è ridotto). In questa specie i fiori alla base sono avvolti da 3 elementi: in posizione centrale è presente una brattea; su entrambi i lati è presente una lacinia calicina profondamente bifida (non sono presenti le bratteole). Lunghezza totale del fiore: 18 – 28 mm.
- Formula fiorale: per questa pianta viene indicata la seguente formula fiorale:[6]

X, K (4/5), [C (2+3), A 2+2], G (2), (supero), capsula
- Calice: il calice è gamosepalo a 3 parti, ossia quattro sepali saldati 2 a 2 tipo lacinie ben separate o collegate alla base, più una brattea centrale. Dimensione del calice: 10 – 14 mm.
- Corolla: la corolla, di tipo personato, è simpetala e consiste in un tubo cilindrico terminante in un lembo bilabiato; dei due labbri quello superiore è intero e un po' retuso, mentre quello inferiore è trilobato con lobo centrale maggiore di quelli laterali; i brodi dei lobi sono crenati. La superficie della corolla è subglabra, ed è colorata di bianco e venata di lilla. Dimensione della corolla: 18 – 22 mm.
- Androceo: l'androceo possiede quattro stami didinami (due grandi e due piccoli). I filamenti sono pelosi (nella metà inferiore oppure per tutta la lunghezza) e sono inseriti a 2 – 4 mm dalla base della corolla. Le antere, glabre, sono disposte trasversalmente e sono provviste di due logge più o meno uguali. Le sacche polliniche hanno l'estremità inferiore a forma di freccia.[7]
- Gineceo: l'ovario è supero formato da due (o tre) carpelli ed è uniloculare; le placente sono due o quattro di tipo parietale, a volte unite al centro e portanti un numero molto elevato di ovuli. Lo stilo è del tipo filiforme; lo stigma è capitato o del tipo a 2 - 4 lobi ed è colorato di bianco, giallo o roseo.
- Fioritura: da aprile a luglio.

### Frutti
Il frutto è una capsula loculicida a forma più o meno ovoidale. I semi, molti e minuti dalle dimensioni quasi microscopiche, contengono un embrione rudimentale indifferenziato e composto da poche cellule; sono colorati di nero. Lunghezza della capsula: 7 – 12 mm.

## Riproduzione
- Impollinazione: l'impollinazione avviene tramite insetti (impollinazione entomogama).
- Riproduzione: la fecondazione avviene fondamentalmente tramite l'impollinazione dei fiori (vedi sopra).
- Dispersione: i semi cadendo a terra sono successivamente dispersi soprattutto da insetti tipo formiche (disseminazione mirmecoria).

## Biologia
Queste piante non contengono clorofilla per cui possiedono organi specifici per nutrirsi della linfa di altre piante. Le loro radici infatti sono provviste di uno o più austori connessi alle radici ospiti per ricavare sostanze nutritive. Inoltre il parassitismo di Orobanche crenata è tale per cui anche i semi per germogliare hanno bisogno della presenza delle radici della pianta ospite; altrimenti le giovani piantine sono destinate ad una precoce degenerazione.
In genere questa specie è parassita delle colture di leguminose come fave, veccia, lenticchie, ma anche dei comuni trifogli. Nella regione mediterranea l'Orobanche crenata può provocare perdite anche nei raccolti del pisello.

## Distribuzione e habitat

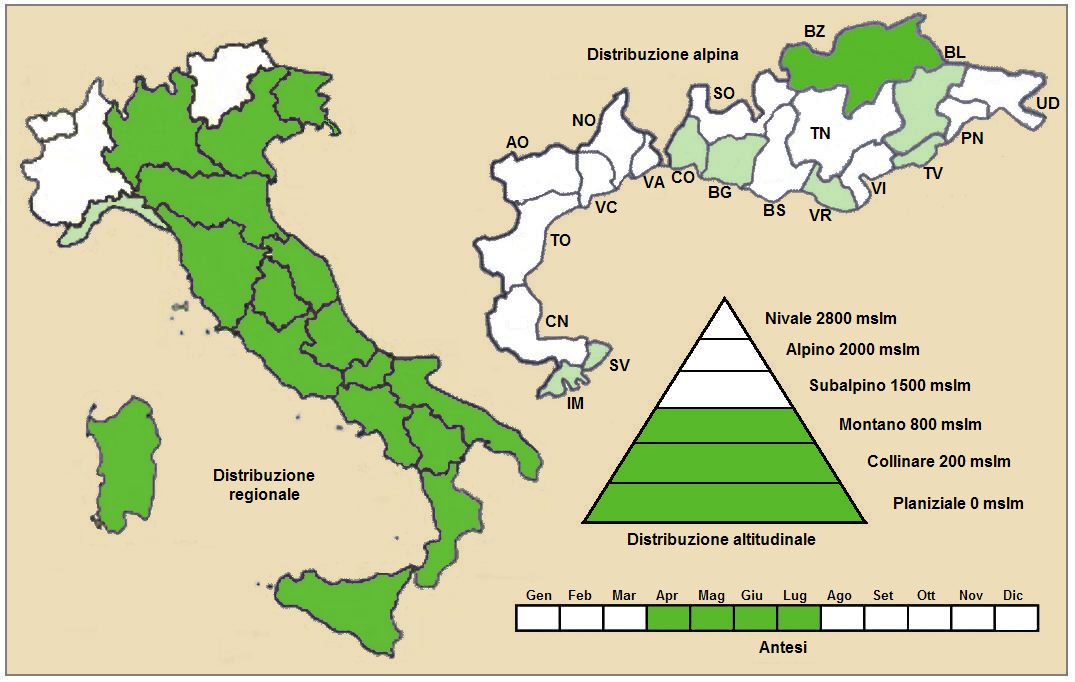
Distribuzione della pianta
(Distribuzione regionale – Distribuzione alpina)

- Geoelemento: il tipo corologico (area di origine) è Euri-Mediterraneo - Turanico o anche Ovest asiatico.
- Distribuzione: in Italia questa specie si trova comunemente su tutto il territorio. Nelle Alpi si trova nella provincia di Bolzano e nel dipartimento di Drôme (Francia). Sugli altri rilievi europei collegati alle Alpi si trova nei Pirenei, Alpi Dinariche e Monti Balcani.[13] Questa specie in generale è presente in tutto il bacino del Mediterraneo europeo, nell'Anatolia (fino alla Transcaucasia), nell'Asia mediterranea e nell'Africa settentrionale.[14]
- Habitat: l'habitat tipico sono le colture; ma anche gli incolti, i parchi e i terreni sportivi. Il substrato preferito è calcareo ma anche siliceo con pH neutro, alti valori nutrizionali del terreno che deve essere mediamente umido.[13]
- Distribuzione altitudinale: sui rilievi queste piante si possono trovare fino a 1400 m s.l.m.; frequentano quindi i seguenti piani vegetazionali: collinare e montano (oltre a quello planiziale – a livello del mare).

### Fitosociologia
Dal punto di vista fitosociologico Orobanche crenata appartiene alla seguente comunità vegetale:
Formazione: delle comunità terofiche pioniere nitrofile
Classe: Stellarienea mediae

## Tassonomia
La famiglia di appartenenza della specie (Orobanchaceae) comprende soprattutto piante erbacee perenni e annuali semiparassite (ossia contengono ancora clorofilla a parte qualche genere completamente parassita) con uno o più austori connessi alle radici ospiti. È una famiglia abbastanza numerosa con circa 60 - 90 generi e oltre 1700 - 2000 specie (il numero dei generi e delle specie dipende dai vari metodi di classificazione) distribuiti in tutti i continenti.
La classificazione del genere Orobanche è problematica in quanto le varie specie differiscono una dall'altra per piccoli caratteri soprattutto nella forma del calice-corolla e per i vari colori delle parti floreali che presto tendono al bruno appena la pianta "entra" nel secco. Molte specie hanno una grande specificità dell'apparato radicale per cui una possibile distinzione è possibile tramite l'individuazione della pianta parassitata (vedi il paragrafo "Biologia").

### Filogenesi
Secondo una recente ricerca di tipo filogenetico la famiglia Orobanchaceae è composta da 6 cladi principali nidificati uno all'interno dell'altro. Il genere Orobanche si trova nel terzo clade (relativo alla tribù Orobancheae) insieme ai generi Boschniakia C. A. Mey. ex Bong. 1833, Cistanche Hoffmans. & Link 1809, Conopholis
Wallr.1825, Epifagus Nutt. 1818, Eremitilla Yatsk. & J. L. Contr., 2009, Kopsiopsis (Beck) Beck 1930, Mannagettaea Harry Sm.
1933. Orobanche è monofiletico e rappresenta il core del clade ed è “gruppo fratello” del genere Mannagettaea e quindi di tutto il resto del gruppo.
All'interno del genere Orobanche la specie Orobanche crenata appartiene alla sezione Orobanche L. caratterizzata soprattutto dalla forma del calice a tre parti ossia quattro sepali saldati 2 a 2 tipo lacinie ben separate o collegate alla base, più una brattea. L'altra sezione presente in Italia (Trionychon Wallr.) è caratterizzata dal calice diviso in 5 parti: in posizione centrale è presente una brattea, mentre su entrambi i lati sono presenti una bratteola lineare e una lacinia calicina profondamente bifida. Nella sezione Orobanche O. crenata, secondo una ricerca del 2003, è “gruppo fratello” (sono vicine geneticamente) della specie Orobanche ballotae A. Pujadas; queste due specie a loro volta sono “gruppo fratello” di Orobanche foetida Poir. e Orobanche densiflora Bertol..
Il numero cromosomico di O. crenata è: 2n = 38.

### Sinonimi
Questa entità ha avuto nel tempo diverse nomenclature. L'elenco seguente indica alcuni tra i sinonimi più frequenti:
- Orobanche crenata subsp. borzii Albo
- Orobanche crenata subsp. gussonei Nyman
- Orobanche gussonei Nyman
- Orobanche pelargonii Caldesi
- Orobanche pruinosa Lapeyr.
- Orobanche punctata var. glabrata Guss.
- Orobanche speciosa DC.
- Orobanche tommasinii Rchb.f.

## Usi
I turioni appena emersi dal terreno sono edibili, sia crudi che cotti. Dal 2015 è riconosciuta come prodotto agroalimentare tradizionale pugliese, con i nomi di succiamele delle fave o sporchia.